# Magnimyiolia sigmoidea
Magnimyiolia sigmoidea är en tvåvingeart som beskrevs av Ito 1984. Magnimyiolia sigmoidea ingår i släktet Magnimyiolia och familjen borrflugor. Inga underarter finns listade i Catalogue of Life.